# ایشوالده
ایشوالده (به آلمانی: Eichwalde) یک شهر و شهرک در آلمان است که در دامه-اشپریوالد واقع شده‌است. ایشوالده ۶٬۰۷۸ نفر جمعیت دارد.

## خواهرخوانده
شهر Ośno Lubuskie خواهرخواندهٔ ایشوالده هست.